# Плоское (Пушкинское сельское поселение)
Плоское  — деревня в Смоленской области России, в Сафоновском районе. Население – 12 жителей (2007 год) . Расположена в центральной части области в 11 км к юго-востоку от города Сафонова, в 4 км южнее автодороги М1 «Беларусь», на берегу реки Перемча. В 3 км севернее от деревни железнодорожная станция Вышегор	 на линии Москва — Минск. Входит в состав Пушкинского сельского поселения.

## История
В годы Великой Отечественной войны деревня была оккупирована гитлеровскими войсками в сентябре 1941 года, освобождена в 1943 году.